# Persone di nome Vittorio
| Questa pagina contiene informazioni ricavate automaticamente dalle voci biografiche con l'ausilio del template Bio e di un bot. L'aggiornamento è periodico e automatico e ricostruisce completamente la pagina. Se manca una persona in questa lista, sei pregato di non aggiungerla, ma accertati piuttosto che la sua voce biografica contenga il template Bio e che i dati anagrafici siano correttamente compilati. Se il template Bio manca, inseriscilo tu stesso o, in alternativa, metti l'avviso {{tmp\|Bio}} che ne segnala la mancanza. Se i dati riportati sono sbagliati, correggi direttamente la voce biografica; le modifiche saranno visibili in questa lista entro pochi giorni. Per chiarimenti vedi il progetto antroponimi. La lista contiene solo le 692 persone che sono citate nell'enciclopedia e per le quali è stato implementato correttamente il template Bio. Pagina aggiornata al 6 ago 2025. |

Questa è una lista di persone presenti nell'enciclopedia che hanno il nome Vittorio, suddivise per attività principale.

## Agronomi(3)
- Vittorio Alpe, agronomo italiano (Bassano del Grappa, n. 1859 - Milano, † 1938)
- Vittorio Peglion, agronomo e politico italiano (L'Escarène, n. 1873 - Bologna, † 1967)
- Vittorio Ronchi, agronomo italiano (San Donà di Piave, n. 1892 - Roma, † 1987)

## Allenatori di calcio(9)
- Vittorio Calvani, allenatore di calcio e ex calciatore italiano (Latina, n. 1939)
- Vittorio Malagoli, allenatore di calcio e calciatore italiano (Modena, n. 1917 - Modena, † 1991)
- Vittorio Masci, allenatore di calcio e calciatore italiano (Molina Aterno, n. 1925 - Soverato, † 2011)
- Vittorio Morelli di Popolo, allenatore di calcio e calciatore italiano (Torino, n. 1888 - Torino, † 1963)
- Vittorio Pusceddu, allenatore di calcio e ex calciatore italiano (Buggerru, n. 1964)
- Vittorio Russo, allenatore di calcio e ex calciatore italiano (Trieste, n. 1939)
- Vittorio Schifilliti, allenatore di calcio e ex calciatore italiano (Messina, n. 1952)
- Vittorio Sentimenti, allenatore di calcio e calciatore italiano (Bomporto, n. 1918 - Torino, † 2004)
- Vittorio Spimi, allenatore di calcio e ex calciatore italiano (Riccione, n. 1943)

## Allenatori di pallacanestro(1)
- Vittorio Ugolini, allenatore di pallacanestro e arbitro di pallacanestro italiano (Galați, n. 1908 - Bologna, † 2002)

## Alpinisti(3)
- Vittorio Lombardi, alpinista, imprenditore e mecenate italiano (Inzino, n. 1893 - Modena, † 1957)
- Vittorio Ratti, alpinista e partigiano italiano (Lecco, n. 1916 - Lecco, † 1945)
- Vittorio Sella, alpinista e fotografo italiano (Biella, n. 1859 - Biella, † 1943)

## Ammiragli(6)
- Vittorio Arminjon, ammiraglio, esploratore e scrittore italiano (Chambéry, n. 1830 - Genova, † 1897)
- Vittorio Cerri, ammiraglio italiano (Moncalvo, n. 1857 - Laigueglia, † 1938)
- Vittorio Marulli, ammiraglio italiano (Roma, n. 1922 - Roma, † 2000)
- Vittorio Molà, ammiraglio italiano (Napoli, n. 1868)
- Vittorio Patrelli Campagnano, ammiraglio italiano (Santa Maria Capua Vetere, n. 1917 - Taranto, † 2013)
- Vittorio Tur, ammiraglio italiano (Livorno, n. 1882 - Roma, † 1969)

## Antifascisti(2)
- Vittorio Albasini Scrosati, antifascista e politico italiano (Monza, n. 1903 - † 1991)
- Vittorio Culpo, antifascista italiano (Trissino, n. 1904 - Mirefleurs, † 1955)

## Arbitri di calcio(2)
- Vittorio Benedetti, arbitro di calcio italiano (Bastia Umbra, n. 1940 - Roma, † 2017)
- Vittorio Vannucchi, arbitro di calcio italiano (Bologna, n. 1936)

## Arbitri di pallacanestro(1)
- Vittorio Paolo Fiorito, arbitro di pallacanestro italiano (Roma, n. 1941 - Roma, † 2015)

## Archeologi(2)
- Vittorio Bracco, archeologo italiano (Polla, n. 1929 - Polla, † 2012)
- Vittorio Spinazzola, archeologo italiano (Matera, n. 1863 - Roma, † 1943)

## Architetti(18)
- Vittorio Amicarelli, architetto italiano (Sala Consilina, n. 1907 - Napoli, † 1971)
- Eugenio Vittorio Ballatore di Rosana, architetto e insegnante italiano (Torino, n. 1880 - Torino, † 1948)
- Vittorio Ballio Morpurgo, architetto italiano (Roma, n. 1890 - Roma, † 1966)
- Vittorio Barichella, architetto e bibliotecario italiano (Vicenza, n. 1830 - Vicenza, † 1911)
- Vittorio Bellini, architetto italiano (Firenze, n. 1798 - † 1860)
- Vittorio Bonadè Bottino, architetto italiano (Torino, n. 1889 - Torino, † 1979)
- Garibaldi Burba, architetto italiano (Vicenza - Roma, † 1925)
- Vittorio De Feo, architetto italiano (Napoli, n. 1928 - Roma, † 2002)
- Vittorio Di Pace, architetto italiano (Napoli, n. 1907 - Napoli, † 2013)
- Vittorio Filippini, architetto italiano (Verona, n. 1914 - † 1974)
- Vittorio Gandolfi, architetto e urbanista italiano (Parma, n. 1919 - Milano, † 1999)
- Vittorio Garatti, architetto italiano (Milano, n. 1927 - Milano, † 2023)
- Vittorio Giorgini, architetto italiano (Firenze, n. 1926 - Firenze, † 2010)
- Vittorio Grassi, architetto italiano (Busto Arsizio, n. 1968)
- Vittorio Gregotti, architetto, urbanista e teorico dell'architettura italiano (Novara, n. 1927 - Milano, † 2020)
- Vittorio Mariani, architetto e urbanista italiano (Siena, n. 1859 - Siena, † 1946)
- Vittorio Meano, architetto italiano (Gravere, n. 1860 - Buenos Aires, † 1904)
- Vittorio Sonzogni, architetto e urbanista italiano (Zogno, n. 1924 - Bergamo, † 2017)

## Arcieri(1)
- Vittorio Frangilli, arciere italiano (Gallarate, n. 1950)

## Arcivescovi cattolici(3)
- Vittorio Filippo Melano, arcivescovo cattolico e predicatore italiano (Cuneo, n. 1733 - Novara, † 1813)
- Vittorio Luigi Mondello, arcivescovo cattolico italiano (Messina, n. 1937)
- Vittorio Francesco Viola, arcivescovo cattolico italiano (Biella, n. 1965)

## Armatori(1)
- Vittorio Morace, armatore e dirigente sportivo italiano (Napoli, n. 1941 - Cadice, † 2022)

## Artigiani(2)
- Vittorio Cuccuini Nannelli, artigiano italiano (Firenze, n. 1862 - Punta Arenas, † 1906)
- Vittorio Zironi, artigiano italiano (Pianoro, n. 1916 - Gabicce Mare, † 1999)

## Artisti(5)
- Vittorio Basaglia, artista italiano (Venezia, n. 1936 - Pinzano al Tagliamento, † 2005)
- Vittorio Demignot, artista e artigiano italiano (Torino, n. 1660 - Torino, † 1743)
- Vittorio Messina, artista italiano (Zafferana Etnea, n. 1946)
- Vittorio Ugolini, artista italiano (Bologna, n. 1918 - Chiavari, † 2006)
- Vittorio Zecchin, artista italiano (Murano, n. 1878 - Murano, † 1947)

## Astrofisici(1)
- Vittorio Castellani, astrofisico, speleologo e archeologo italiano (Palermo, n. 1937 - Roma, † 2006)

## Attivisti(3)
- Vittorio Arrigoni, attivista, giornalista e scrittore italiano (Besana in Brianza, n. 1975 - Gaza, † 2011)
- Vittorio Ferri, attivista italiano (n. 1929 - Pisa, † 1948)
- Vittorio Ieralla, attivista italiano (Trieste, n. 1903 - Pordenone, † 1982)

## Attori(20)
- Vittorio Amandola, attore, doppiatore e dialoghista italiano (Perugia, n. 1952 - Roma, † 2010)
- Vittorio Benedetti, attore italiano (Macerata, n. 1967)
- Vittorio Caprioli, attore, regista e sceneggiatore italiano (Napoli, n. 1921 - Napoli, † 1989)
- Vittorio Congia, attore e doppiatore italiano (Iglesias, n. 1930 - Trevignano Romano, † 2019)
- Vittorio De Bisogno, attore italiano (Napoli, n. 1942)
- Vittorio De Sica, attore, regista e sceneggiatore italiano (Sora, n. 1901 - Neuilly-sur-Seine, † 1974)
- Vittorio Di Prima, attore, doppiatore e direttore del doppiaggio italiano (Palermo, n. 1941 - Roma, † 2016)
- Vittorio Duse, attore, regista e sceneggiatore italiano (Loreto, n. 1916 - Roma, † 2005)
- Vittorio Gassman, attore e regista italiano (Struppa, n. 1922 - Roma, † 2000)
- Vittorio Marsiglia, attore italiano (Benevento, n. 1943)
- Vittorio Mezzogiorno, attore italiano (Cercola, n. 1941 - Milano, † 1994)
- Vittorio Emanuele Propizio, attore italiano (Roma, n. 1991)
- Vittorio Ripamonti, attore italiano (Monza, n. 1916 - Roma, † 2001)
- Vittorio Rossi Pianelli, attore e regista italiano (Torino, n. 1875 - Roma, † 1953)
- Vittorio Sanipoli, attore e doppiatore italiano (Quinto al Mare, n. 1915 - Roma, † 1992)
- Vittorio Stagni, attore, doppiatore e direttore del doppiaggio italiano (Milano, n. 1937)
- Vittorio Vaser, attore italiano (Torino, n. 1904 - Roma, † 1963)
- Vittorio Vatteroni, attore italiano (Carrara, n. 1962)
- Vittorio Viviani, attore italiano (Napoli, n. 1954)
- Vittorio Zarfati, attore italiano (Roma, n. 1907 - Roma, † 1994)

## Attori teatrali(2)
- Vittorio Franceschi, attore teatrale, regista e drammaturgo italiano (Bologna, n. 1936)
- Vittorio Pieri, attore teatrale italiano (Torino, n. 1854 - Torino, † 1926)

## Autori televisivi(1)
- Vittorio Giovanelli, autore televisivo, dirigente d'azienda e saggista italiano (Bovolone, n. 1929)

## Aviatori(4)
- Vittorio Cannaviello, aviatore e militare italiano (Napoli, n. 1906 - Canale di Sicilia, † 1943)
- Vittorio Centurione Scotto, aviatore e militare italiano (Genova, n. 1900 - Lago di Varese, † 1926)
- Vittorio Minguzzi, aviatore e generale italiano (Bagnacavallo, n. 1912 - Roma, † 1977)
- Ugolino Vivaldi Pasqua, aviatore italiano (Genova, n. 1885 - Roma, † 1910)

## Avvocati(11)
- Vittorio Badini Confalonieri, avvocato e politico italiano (Torino, n. 1914 - Bardonecchia, † 1993)
- Vittorio Caissotti di Chiusano, avvocato, dirigente sportivo e politico italiano (Torino, n. 1928 - Torino, † 2003)
- Vittorio Cipelli, avvocato e politico italiano (Cortemaggiore, n. 1850 - Fiorenzuola d'Arda, † 1929)
- Vittorio Dotti, avvocato e ex politico italiano (Milano, n. 1940)
- Vittorio Galluzzi, avvocato e politico italiano (Firenze, n. 1901 - Pisa, † 1970)
- Vittorio Giaccone, avvocato e politico italiano (Mondovì, n. 1858 - Mondovì, † 1933)
- Vittorio Lollini, avvocato e politico italiano (Modena, n. 1860 - Roma, † 1924)
- Vittorio Pedroni, avvocato, arbitro di calcio e calciatore italiano (Milano, n. 1886 - Milano, † 1968)
- Vittorio Poggi, avvocato, giornalista e militare italiano (Torino, n. 1833 - Savona, † 1914)
- Vittorio Rolandi Ricci, avvocato, giornalista e politico italiano (Albenga, n. 1860 - Roma, † 1951)
- Vittorio Salvatori, avvocato e politico italiano (Foggia, n. 1929 - Foggia, † 2023)

## Bassisti(1)
- Vittorio Remino, bassista italiano (Caserta, n. 1962)

## Bobbisti(1)
- Vittorio Folonari, bobbista italiano (Brescia, n. 1915 - Positano, † 2010)

## Botanici(2)
- Vittorio Camarrone, botanico italiano (n. 1923)
- Vittorio Marchesoni, botanico e biologo italiano (Malé, n. 1912 - Padova, † 1963)

## Canottieri(3)
- Vittorio Cioni, canottiere italiano (Pisa, n. 1900 - † 1981)
- Vittorio Gliubich, canottiere italiano (Sebenico, n. 1902 - Fidenza, † 1984)
- Vittorio Leone, canottiere italiano (n. 1862 - † 1929)

## Cantanti(5)
- Vittorio Belleli, cantante italiano (Trieste, n. 1911 - Milano, † 1996)
- Vittorio De Scalzi, cantante, polistrumentista e compositore italiano (Genova, n. 1949 - Imperia, † 2022)
- Vittorio Inzaina, cantante italiano (Telti, n. 1942 - Telti, † 2019)
- Vittorio Matteucci, cantante e attore teatrale italiano (Livorno, n. 1963)
- Vittorio Parisi, cantante italiano (Napoli, n. 1892 - Napoli, † 1955)

## Cantautori(1)
- Vittorio Castelnuovo, cantautore e fisarmonicista svizzero (Osogna, n. 1915 - † 2005)

## Cardinali(2)
- Vittorio Maria Baldassare Gaetano Costa d'Arignano, cardinale e arcivescovo cattolico italiano (Torino, n. 1737 - Torino, † 1796)
- Vittorio Amedeo Ranuzzi de' Bianchi, cardinale e arcivescovo cattolico italiano (Bologna, n. 1857 - Roma, † 1927)

## Cavalieri(1)
- Vittorio Orlandi, cavaliere italiano (Cassano Magnago, n. 1938)

## Cestisti(8)
- Vittorio Bartoli, cestista italiano (Spoleto, n. 2002)
- Vitto Brown, cestista statunitense (Ada, n. 1995)
- Vittorio Dal Pozzo, ex cestista italiano (Genova, n. 1940)
- Vittorio Ferracini, ex cestista italiano (Pordenone, n. 1951)
- Vittorio Gallinari, ex cestista italiano (Sant'Angelo Lodigiano, n. 1958)
- Vittorio Nobile, cestista italiano (San Daniele del Friuli, n. 1995)
- Vittorio Pomilio, cestista italiano (Francavilla al Mare, n. 1933 - Francavilla al Mare, † 2025)
- Vittorio Tracuzzi, cestista e allenatore di pallacanestro italiano (San Filippo del Mela, n. 1923 - Bologna, † 1986)

## Chimici(1)
- Vittorio Molinari, chimico e calciatore italiano (Piovene, n. 1896 - Plainfield, † 1951)

## Chitarristi(2)
- Vittorio Camardese, chitarrista e medico italiano (Potenza, n. 1929 - Potenza, † 2010)
- Vittorio Centanaro, chitarrista e compositore italiano (Genova, n. 1929 - Genova, † 2011)

## Ciclisti su strada(7)
- Vittorio Adorni, ciclista su strada, dirigente sportivo e conduttore televisivo italiano (San Lazzaro Parmense, n. 1937 - Parma, † 2022)
- Vittorio Chiarini, ex ciclista su strada italiano (Marradi, n. 1937)
- Vittorio Magni, ciclista su strada italiano (Massarella di Fucecchio, n. 1918 - Milano, † 2010)
- Vittorio Marcelli, ex ciclista su strada italiano (Magliano de' Marsi, n. 1944)
- Vittorio Rossello, ciclista su strada italiano (San Bernardo di Stella, n. 1926 - Savona, † 2016)
- Vittorio Seghezzi, ciclista su strada italiano (Romano di Lombardia, n. 1924 - Castelletto Ticino, † 2019)
- Vittorio Setti, ex ciclista su strada italiano (Pontedera, n. 1959)

## Collaboratori di giustizia(1)
- Vittorio Carnovale, collaboratore di giustizia e mafioso italiano (Roma, n. 1956)

## Compositori(11)
- Vittorio Baravalle, compositore italiano (Fossano, n. 1855 - Milano, † 1942)
- Vittorio Fassone, compositore italiano (Napoli, n. 1872 - Palermo, † 1953)
- Vittorio Fellegara, compositore italiano (Milano, n. 1927 - † 2011)
- Vittorio Gelmetti, compositore italiano (Milano, n. 1926 - Firenze, † 1992)
- Vittorio Gnecchi, compositore italiano (Milano, n. 1876 - Milano, † 1954)
- Vittorio Monti, compositore, violinista e direttore d'orchestra italiano (Napoli, n. 1868 - † 1922)
- Vittorio Nocenzi, compositore, pianista e tastierista italiano (Marino, n. 1951)
- Vittorio Paltrinieri, compositore, pianista e cantante italiano (Milano, n. 1924 - Milano, † 2018)
- Vittorio Pepe, compositore italiano (Pescara, n. 1863 - Pescara, † 1943)
- Vittorio Rieti, compositore italiano (Alessandria d'Egitto, n. 1898 - New York, † 1994)
- Vittorio Trento, compositore italiano (Venezia - † 1833)

## Compositori di scacchi(1)
- Vittorio de Barbieri, compositore di scacchi italiano (Odessa, n. 1860 - Genova, † 1943)

## Conduttori radiofonici(2)
- Vittorio Cramer, conduttore radiofonico, doppiatore e attore italiano (Trieste, n. 1907 - Roma, † 1974)
- Vic, conduttore radiofonico italiano (Monza, n. 1972)

## Conduttori televisivi(1)
- Vittorio Brumotti, conduttore televisivo e ciclista italiano (Finale Ligure, n. 1980)

## Coreografi(1)
- Vittorio Biagi, coreografo e ballerino italiano (Viareggio, n. 1941)

## Costumisti(1)
- Vittorio Nino Novarese, costumista, scenografo e sceneggiatore italiano (Roma, n. 1907 - Los Angeles, † 1983)

## Criminali(1)
- Vittorio Casamonica, criminale italiano (Venafro, n. 1950 - Roma, † 2015)

## Critici cinematografici(1)
- Vittorio Giacci, critico cinematografico, regista e direttore artistico italiano (Salsomaggiore Terme, n. 1943)

## Critici d'arte(2)
- Vittorio Fagone, critico d'arte italiano (Floridia, n. 1933 - Milano, † 2018)
- Vittorio Sgarbi, critico d'arte, storico dell'arte e saggista italiano (Ferrara, n. 1952)

## Critici letterari(3)
- Vittorio Cian, critico letterario e politico italiano (San Donà di Piave, n. 1862 - Ceres, † 1951)
- Vittorio Gabrieli, critico letterario, traduttore e antifascista italiano (Roma, n. 1917 - Roma, † 2017)
- Vittorio Spinazzola, critico letterario, italianista e storico del cinema italiano (Milano, n. 1930 - Milano, † 2020)

## Designer(1)
- Vittorio Mancini, designer e pubblicitario italiano (Milano, n. 1948)

## Diplomatici(6)
- Vittorio Cerruti, diplomatico italiano (Novara, n. 1881 - Novara, † 1961)
- Vittorio Marullo di Condojanni, diplomatico italiano (Milazzo, n. 1907 - Messina, † 1982)
- Vittorio Dan Segre, diplomatico, scrittore e giornalista israeliano (Rivoli, n. 1922 - Torino, † 2014)
- Vittorio Claudio Surdo, diplomatico italiano (Tripoli, n. 1943)
- Vittorio Emanuele Taparelli d'Azeglio, diplomatico e politico italiano (Torino, n. 1816 - Roma, † 1890)
- Vittorio Zoppi, diplomatico italiano (Novara, n. 1898 - Roma, † 1967)

## Direttori d'orchestra(3)
- Vittorio Gui, direttore d'orchestra e compositore italiano (Roma, n. 1885 - Fiesole, † 1975)
- Vittorio Parisi, direttore d'orchestra italiano (Milano, n. 1957)
- Vittorio Maria Vanzo, direttore d'orchestra, pianista e compositore italiano (Padova, n. 1862 - Milano, † 1945)

## Direttori della fotografia(1)
- Vittorio Storaro, direttore della fotografia italiano (Roma, n. 1940)

## Dirigenti d'azienda(4)
- Vittorio Anedda, dirigente d'azienda e archeologo italiano (Orroli, n. 1876 - Orroli, † 1959)
- Vittorio Colao, dirigente d'azienda e politico italiano (Brescia, n. 1961)
- Vittorio Mincato, dirigente d'azienda italiano (Torrebelvicino, n. 1936)
- Vittorio Valletta, dirigente d'azienda italiano (Genova, n. 1883 - Pietrasanta, † 1967)

## Dirigenti pubblici(1)
- Vittorio Pisani, dirigente pubblico e poliziotto italiano (Catanzaro, n. 1967)

## Dirigenti sportivi(4)
- Vittorio Algeri, dirigente sportivo, ex ciclista su strada e pistard italiano (Torre de' Roveri, n. 1953)
- Vittorio Cozzella, dirigente sportivo e ex calciatore italiano (Napoli, n. 1961)
- Vittorio Spositi, dirigente sportivo italiano (Roma, n. 1883 - Roma, † 1960)
- Vittorio Tosto, dirigente sportivo e ex calciatore italiano (Cariati, n. 1974)

## Doppiatori(4)
- Vittorio Battarra, doppiatore e attore italiano (Sora, n. 1935 - Roma, † 2025)
- Vittorio Bestoso, doppiatore e direttore del doppiaggio italiano (Torino, n. 1953 - Ivrea, † 2023)
- Vittorio De Angelis, doppiatore, dialoghista e direttore del doppiaggio italiano (Roma, n. 1962 - Roma, † 2015)
- Vittorio Guerrieri, doppiatore, attore e direttore del doppiaggio italiano (Roma, n. 1958)

## Drammaturghi(1)
- Vittorio Alfieri, drammaturgo, poeta e scrittore italiano (Asti, n. 1749 - Firenze, † 1803)

## Economisti(4)
- Vittorio Alfieri, economista italiano (Torino, n. 1863 - Roma, † 1930)
- Vittorio Grilli, economista, dirigente pubblico e politico italiano (Milano, n. 1957)
- Vittorio Marrama, economista italiano (Napoli, n. 1914 - Londra, † 1982)
- Vittorio Saraceno, economista e numismatico italiano

## Editori(2)
- Vittorio Bo, editore italiano (Buenos Aires, n. 1953)
- Vittorio Emanuele Boeri, editore, medaglista e militare italiano (Lucca, n. 1905 - Cielo del Mediterraneo centrale, † 1941)

## Educatori(1)
- Vittorio de Miro d'Aieta, educatore e politico italiano (Napoli, n. 1918 - Foggia, † 1987)

## Esploratori(1)
- Vittorio Bottego, esploratore e ufficiale italiano (San Lazzaro Parmense, n. 1860 - Daga Roba, † 1897)

## Etnologi(1)
- Vittorio Lanternari, etnologo e storico delle religioni italiano (Chiaravalle, n. 1918 - Roma, † 2010)

## Farmacologi(1)
- Vittorio Erspamer, farmacologo italiano (Malosco, n. 1909 - Roma, † 1999)

## Filologi(3)
- Vittorio Rossi, filologo e storico della letteratura italiano (Venezia, n. 1865 - Roma, † 1938)
- Vittorio Russo, filologo e italianista italiano (Napoli, n. 1934 - Maratea, † 1997)
- Vittorio Zaccaria, filologo e critico letterario italiano (Ferrara, n. 1916 - Padova, † 2015)

## Filosofi(7)
- Vittorio Enzo Alfieri, filosofo e antifascista italiano (Parma, n. 1906 - Peio, † 1997)
- Vittorio Hösle, filosofo, saggista e traduttore italiano (Milano, n. 1960)
- Vittorio Mathieu, filosofo e politico italiano (Varazze, n. 1923 - Chivasso, † 2020)
- Vittorio Possenti, filosofo e pubblicista italiano (Roma, n. 1938)
- Vittorio Sainati, filosofo italiano (Pisa, n. 1926 - Pisa, † 2003)
- Vittorio Saltini, filosofo e scrittore italiano (Lucca, n. 1934 - Lucca, † 2024)
- Vittorio Somenzi, filosofo italiano (Redondesco, n. 1918 - Roma, † 2003)

## Fisiologi(2)
- Vittorio Aducco, fisiologo italiano (Pavia, n. 1860 - Pisa, † 1937)
- Vittorio Capraro, fisiologo e chimico italiano (Trento, n. 1911 - Milano, † 1988)

## Fotografi(3)
- Vittorio Alinari, fotografo italiano (Firenze, n. 1859 - † 1932)
- Vittorio Ecclesia, fotografo italiano (Pieve di Scalenghe, n. 1847 - Asti, † 1928)
- Vittorio della Rovere, fotografo e gesuita italiano (Casale Monferrato, n. 1811 - Roma, † 1863)

## Francesisti(1)
- Vittorio Frigerio, francesista, artista e gallerista italiano (Mendrisio, n. 1958)

## Fumettisti(3)
- Vittorio Cossio, fumettista italiano (Udine, n. 1911 - Roma, † 1984)
- Vittorio Giardino, fumettista italiano (Bologna, n. 1946)
- Vittorio Pavesio, fumettista e editore italiano (Torino, n. 1962)

## Funzionari(4)
- Vittorio Menzinger, prefetto e avvocato italiano (Napoli, n. 1861 - Napoli, † 1925)
- Vittorio Mussolini, funzionario, sceneggiatore e produttore cinematografico italiano (Milano, n. 1916 - Forlì, † 1997)
- Vittorio Rizzi, prefetto, poliziotto e dirigente pubblico italiano (Bologna, n. 1959)
- Vittorio Zoppi, prefetto e politico italiano (Cassine, n. 1819 - Alessandria, † 1907)

## Genealogisti(1)
- Vittorio Spreti, genealogista, storico e araldista italiano (San Severino Marche, n. 1887 - Milano, † 1950)

## Generali(23)
- Vittorio Luigi Alfieri, generale e politico italiano (Perugia, n. 1863 - Musestre, † 1918)
- Vittorio Ambrosio, generale italiano (Torino, n. 1879 - Alassio, † 1958)
- Vittorio Asinari di Bernezzo, generale e patriota italiano (Camerano Casasco, n. 1842 - Torino, † 1923)
- Vittorio Emanuele Borsi di Parma, generale italiano (La Spezia, n. 1911 - Nervesa della Battaglia, † 2005)
- Vittorio Camerana, generale italiano (Torino, n. 1855 - Torino, † 1923)
- Vittorio Cordero di Montezemolo, generale e aviatore italiano (Mondovì, n. 1862 - Mondovì, † 1950)
- Vittorio Dabormida, generale italiano (Torino, n. 1842 - Adua, † 1896)
- Vittorio Della Chiesa di Cinzano e di Roddi, generale italiano (Torino, n. 1748 - Torino, † 1826)
- Vittorio Fiorone, generale italiano (Genova, n. 1861 - Genova, † 1920)
- Vittorio Garretti di Ferrere, generale italiano (Torino, n. 1796 - Torino, † 1861)
- Vittorio Giovanelli, generale italiano (Torino, n. 1882 - Roma, † 1966)
- Vittorio Giovine, generale e aviatore italiano (Vasto, n. 1891 - Roma, † 1982)
- Vittorio Gorini, generale italiano (Reggio Emilia, n. 1869 - Roma)
- Vittorio Marchesi, generale e aviatore italiano (Vicenza, n. 1895 - Milano, † 1966)
- Vittorio Murari Dalla Corte Brà, generale italiano (Povegliano Veronese, n. 1859 - Torino, † 1922)
- Vittorio Emanuele Pittaluga, generale italiano (Mondovì, n. 1863 - Firenze, † 1928)
- Vittorio Ruggero, generale italiano (Catanzaro, n. 1890 - Milano, † 1957)
- Vittorio Amedeo Sallier della Torre, generale, politico e nobile italiano (Chambéry, n. 1774 - Torino, † 1858)
- Vittorio Sogno, generale e agente segreto italiano (Spoleto, n. 1885 - Roma, † 1971)
- Vittorio Vernè, generale italiano (Roma, n. 1883 - Godofelassi, † 1937)
- Vittorio Italico Zupelli, generale e politico italiano (Capodistria, n. 1859 - Roma, † 1945)
- Vittorio Amedeo Giuseppe Seyssel marchese d'Aix, generale italiano (Torino, n. 1747 - Torino, † 1819)
- Vittorio Amedeo Seyssel marchese di Aix, generale italiano (Torino, n. 1679 - Chambéry, † 1754)

## Geologi(2)
- Vittorio Novarese, geologo e mineralogista italiano (Torino, n. 1861 - Roma, † 1948)
- Vittorio Simonelli, geologo e paleontologo italiano (Arezzo, n. 1860 - San Quirico d'Orcia, † 1929)

## Germanisti(1)
- Vittorio Santoli, germanista, filologo e critico letterario italiano (Pistoia, n. 1901 - Firenze, † 1971)

## Gesuiti(1)
- Vittorio Genovesi, gesuita e poeta italiano (Roccabascerana, n. 1887 - Roma, † 1967)

## Ginnasti(2)
- Vittorio Allievi, ex ginnasta italiano (Seregno, n. 1962)
- Vittorio Lucchetti, ginnasta italiano (Livorno, n. 1894 - Genova, † 1965)

## Giocatori di football americano(1)
- Vittorio Galli, ex giocatore di football americano italiano (Monza, n. 1956)

## Giornalisti(27)
- Vittorio Buttafava, giornalista e scrittore italiano (Milano, n. 1918 - Milano, † 1983)
- Vittorio Calvino, giornalista, commediografo e sceneggiatore italiano (Alghero, n. 1909 - Monfalcone, † 1956)
- Vittorio Castellani, giornalista e saggista italiano (Torino, n. 1962)
- Vittorio Chesi, giornalista italiano (Mantova, n. 1916 - Roma, † 1991)
- Vittorio Citterich, giornalista e scrittore italiano (Salonicco, n. 1930 - Roma, † 2011)
- Vittorio Corona, giornalista italiano (Aci Castello, n. 1947 - Milano, † 2007)
- Vittorio Emiliani, giornalista, scrittore e saggista italiano (Predappio, n. 1935)
- Vittorio Feltri, giornalista e saggista italiano (Bergamo, n. 1943)
- Vittorio Gorresio, giornalista e saggista italiano (Modena, n. 1910 - Roma, † 1982)
- Vittorio Longhi, giornalista e scrittore italiano (Catania, n. 1972)
- Vittorio Mangili, giornalista italiano (Milano, n. 1922 - Alessandria, † 2024)
- Vittorio Messori, giornalista e scrittore italiano (Sassuolo, n. 1941)
- Vittorio Nisticò, giornalista e saggista italiano (Cardinale, n. 1919 - Roma, † 2009)
- Vittorio Notarnicola, giornalista italiano (Castellana Grotte, n. 1923 - Milano, † 1976)
- Vittorio Orefice, giornalista italiano (Livorno, n. 1924 - Roma, † 1998)
- Vittorio Paliotti, giornalista, scrittore e drammaturgo italiano (Napoli, n. 1930 - Napoli, † 2023)
- Vittorio Pandolfi, giornalista italiano (Roma, n. 1942)
- Vittorio Pasteris, giornalista italiano (Torino, n. 1963)
- Vittorio Pezzuto, giornalista, scrittore e politico italiano (Genova, n. 1966)
- Vittorio Piva, giornalista italiano (Belgirate, n. 1875 - Roma, † 1907)
- Vittorio Giovanni Rossi, giornalista e scrittore italiano (Santa Margherita Ligure, n. 1898 - Roma, † 1978)
- Vittorio Varale, giornalista e scrittore italiano (Piedimonte d'Alife, n. 1891 - Bordighera, † 1973)
- Vittorio Veltroni, giornalista, conduttore radiofonico e sceneggiatore italiano (Tripoli, n. 1918 - Roma, † 1956)
- Vittorio Calef, giornalista, poeta e scrittore italiano (Senigallia, n. 1919 - Roma, † 1964)
- Vittorio Zambardino, giornalista italiano (Napoli, n. 1951)
- Vittorio Zincone, giornalista e politico italiano (Sora, n. 1911 - Roma, † 1968)
- Vittorio Zucconi, giornalista e scrittore italiano (Bastiglia, n. 1944 - Washington, † 2019)

## Giuristi(6)
- Vittorio Angeloni, giurista italiano (Perugia, n. 1885 - Roma, † 1966)
- Vittorio Bachelet, giurista e politico italiano (Roma, n. 1926 - Roma, † 1980)
- Vittorio Emanuele Falsitta, giurista, avvocato e ex politico italiano (Milano, n. 1966)
- Vittorio Frosini, giurista e filosofo italiano (Catania, n. 1922 - Roma, † 2001)
- Vittorio Grevi, giurista e editorialista italiano (Pavia, n. 1942 - Pavia, † 2010)
- Vittorio Scialoja, giurista e politico italiano (Torino, n. 1856 - Roma, † 1933)

## Grecisti(1)
- Vittorio Puntoni, grecista e politico italiano (Pisa, n. 1859 - Roma, † 1926)

## Hockeisti su ghiaccio(1)
- Vittorio Basso, ex hockeista su ghiaccio italiano (Asiago, n. 1989)

## Illustratori(2)
- Vittorio Accornero de Testa, illustratore, pittore e scenografo italiano (Casale Monferrato, n. 1896 - Milano, † 1982)
- Vittorio Pisani, illustratore e pittore italiano (Corfù, n. 1899 - Vittorio Veneto, † 1974)

## Imprenditori(13)
- Vittorio Buratti, imprenditore, politico e filantropo italiano (Chioggia, n. 1888 - Buenos Aires, † 1949)
- Vittorio Cecchi Gori, imprenditore, ex politico e produttore cinematografico italiano (Firenze, n. 1942)
- Vittorio Ducrot, imprenditore, designer e politico italiano (Palermo, n. 1867 - Roma, † 1942)
- Vittorio Duina, imprenditore e dirigente sportivo italiano (Varzo, n. 1916 - † 1986)
- Vittorio Malacalza, imprenditore italiano (Bobbio, n. 1937)
- Vittorio Emanuele Marzotto, imprenditore e politico italiano (Valdagno, n. 1858 - Valdagno, † 1922)
- Vittorio Emanuele Marzotto, imprenditore e politico italiano (Valdagno, n. 1922 - † 1999)
- Vittorio Merloni, imprenditore italiano (Fabriano, n. 1933 - Fabriano, † 2016)
- Vittorio Moretti, imprenditore italiano (Firenze, n. 1941)
- Vittorio Necchi, imprenditore italiano (Pavia, n. 1898 - Milano, † 1975)
- Vittorio Paravia, imprenditore italiano (Gragnano, n. 1943)
- Vittorio Polli, imprenditore e letterato italiano (Zogno, n. 1908 - † 2007)
- Vittorio Virgili, imprenditore italiano (Sant'Elpidio a Mare, n. 1940 - Civitanova Marche, † 2018)

## Incisori(1)
- Vittorio Giampaoli, incisore e medaglista italiano (Urbignacco di Buja, n. 1918 - Roma, † 1947)

## Ingegneri(10)
- Vittorio Bellentani, ingegnere italiano (Modena, n. 1906 - Modena, † 1968)
- Vittorio Bontadini, ingegnere e architetto italiano (Bologna - † 1620)
- Vittorio Cuniberti, ingegnere navale e militare italiano (Torino, n. 1854 - Roma, † 1913)
- Vittorio De Asarta, ingegnere, imprenditore e politico italiano (Marsiglia, n. 1850 - Roma, † 1909)
- Vittorio Umberto Fantucci, ingegnere e politico italiano (Venezia, n. 1883 - Venezia, † 1957)
- Vittorio Frandoli, ingegnere e architetto italiano (Trieste, n. 1902 - Trieste, † 1978)
- Vittorio Ghidella, ingegnere e dirigente d'azienda italiano (Vercelli, n. 1931 - Lugano, † 2011)
- Vittorio Gigliotti, ingegnere italiano (Salerno, n. 1921 - Civitella Alfedena, † 2015)
- Vittorio Marchis, ingegnere e storico italiano (Torino, n. 1950)
- Vittorio Privileggi, ingegnere italiano (Parenzo, n. 1880 - Trieste, † 1955)

## Intagliatori(1)
- Vittorio Crosten, intagliatore italiano

## Inventori(1)
- Vittorio Zonca, inventore italiano (Padova, n. 1568 - Padova, † 1602)

## Ispanisti(1)
- Vittorio Bodini, ispanista, traduttore e poeta italiano (Bari, n. 1914 - Roma, † 1970)

## Latinisti(1)
- Vittorio Ragazzini, latinista italiano (Modigliana, n. 1887 - Faenza, † 1962)

## Lessicografi(1)
- Vittorio di Sant'Albino, lessicografo italiano (Torino, n. 1787 - Torino, † 1865)

## Letterati(3)
- Vittorio Da Camino, letterato, giornalista e filantropo italiano (Venezia, n. 1864 - Torino, † 1919)
- Vittorio Amedeo Didier, letterato italiano (Venaria Reale, n. 1730 - Torino, † 1808)
- Vittorio Giovardi, letterato, giurista e presbitero italiano (Veroli, n. 1699 - Roma, † 1785)

## Linguisti(3)
- Vittorio Bertoldi, linguista e glottologo italiano (Trento, n. 1888 - Roma, † 1953)
- Vittorio Coletti, linguista e lessicografo italiano (Pontedassio, n. 1948)
- Vittorio Raschèr, linguista, filologo e direttore d'orchestra svizzero (Zurigo, n. 1931 - Zurigo, † 2012)

## Lottatori(1)
- Vittorio Mancini, ex lottatore sammarinese (San Marino, n. 1936)

## Mafiosi(3)
- Vittorio Amuso, mafioso statunitense (Canarsie, n. 1934)
- Vittorio Mangano, mafioso italiano (Palermo, n. 1940 - Palermo, † 2000)
- Vittorio Nappi, mafioso italiano (Scafati, n. 1896 - Torre del Greco, † 1978)

## Magistrati(5)
- Vittorio Fraschini, magistrato e politico italiano (Asti, n. 1776 - Asti, † 1858)
- Vittorio Martuscelli, magistrato e politico italiano (Salerno, n. 1917 - Roma, † 2003)
- Vittorio Occorsio, magistrato italiano (Roma, n. 1929 - Roma, † 1976)
- Vittorio Sacchi, magistrato, prefetto e politico italiano (Alessandria, n. 1814 - Castelceriolo, † 1899)
- Vittorio Sgroi, magistrato e giurista italiano (Noto, n. 1926 - Roma, † 2002)

## Marciatori(1)
- Vittorio Visini, ex marciatore italiano (Chieti, n. 1945)

## Matematici(3)
- Vittorio Dalla Volta, matematico italiano (Roma, n. 1918 - Napoli, † 1982)
- Vittorio Fossombroni, matematico, ingegnere e economista italiano (Arezzo, n. 1754 - Firenze, † 1844)
- Vittorio Francesco Stancari, matematico e astronomo italiano (Bologna, n. 1678 - Bologna, † 1709)

## Medici(8)
- Vittorio Algarotti, medico italiano (Verona, n. 1533 - Venezia, † 1604)
- Vittorio Formentano, medico italiano (Firenze, n. 1895 - Cunardo, † 1977)
- Vittorio Frascani, medico e politico italiano (San Casciano in Val di Pesa, n. 1857 - Pisa, † 1927)
- Vittorio Amedeo Gioanetti, medico e chimico italiano (Torino, n. 1729 - Vinovo, † 1815)
- Vittorio Lupi, medico e letterato italiano (Bergamo, n. 1567 - Bergamo, † 1627)
- Vittorio Marchi, medico e neuroscienziato italiano (Novellara, n. 1851 - Jesi, † 1908)
- Vittorio Mazzoni, medico italiano (Ancona, n. 1864 - Ostra, † 1897)
- Vittorio Putti, medico e chirurgo italiano (Bologna, n. 1880 - Bologna, † 1940)

## Mezzofondisti(1)
- Vittorio Fontanella, ex mezzofondista italiano (Chiampo, n. 1953)

## Microbiologi(1)
- Vittorio Manzari, microbiologo italiano (Bari, n. 1953)

## Militari(25)
- Vittorio Albertoletti, militare italiano (Cannobio, n. 1837 - Mergozzo, † 1890)
- Vittorio Ambrosini, militare e giornalista italiano (Favara, n. 1893 - Roma, † 1971)
- Vittorio Barberis, militare e aviatore italiano (Alessandria, n. 1915 - Alcubierre, † 1937)
- Vittorio Bonomi, militare, aviatore e imprenditore italiano (Milano, n. 1891 - † 1956)
- Vittorio Bragadin, militare e aviatore italiano (Treviso, n. 1920 - Malta, † 1941)
- Vittorio Colli di Felizzano, militare e politico italiano (Alessandria, n. 1787 - Torino, † 1856)
- Vittorio Giannattasio, militare e marinaio italiano (San Giuseppe Vesuviano, n. 1904 - Mar Mediterraneo, † 1941)
- Vittorio Heusch, militare italiano (Livorno, n. 1919 - Quadrivio di Selenj Jar, † 1942)
- Vittorio Iacovacci, militare italiano (Latina, n. 1990 - Goma, † 2021)
- Vittorio Leonardi, militare italiano (La Spezia, n. 1895 - Monte Pertica, † 1918)
- Vittorio Marcoz, militare italiano (Aimavilla, n. 1912 - Aosta, † 1940)
- Vittorio Meneghini, militare italiano (Foligno, n. 1900 - Lero, † 1943)
- Vittorio Moccagatta, militare italiano (Bologna, n. 1903 - Malta, † 1941)
- Vittorio Montiglio, militare italiano (Valparaíso, n. 1903 - Magliano Sabina, † 1929)
- Vittorio Piccinini, militare italiano (Roma, n. 1914 - El Alamein, † 1942)
- Vittorio Premoli, militare italiano (Vipacco, n. 1917)
- Vittorio Sanseverino, militare e aviatore italiano (Napoli, n. 1917 - Torino, † 2010)
- Vittorio Santini, militare italiano (Trento, n. 1920 - Cervignano del Friuli, † 2012)
- Vittorio Suster, militare e aviatore italiano (Trento, n. 1899 - Cielo del Mediterraneo, † 1941)
- Vittorio Tedesco Zammarano, militare, esploratore e scrittore italiano (Parigi, n. 1890 - Roma, † 1959)
- Vittorio Emanuele Terragni, ufficiale, generale e scrittore italiano (Tortona, n. 1894 - Milano, † 1969)
- Vittorio Trucchi, militare italiano (Forlì, n. 1896 - Quotab 331.7, † 1942)
- Vittorio Vaccarella, militare italiano (Ponte, n. 1930 - Gavi, † 1970)
- Vittorio Varese, militare italiano (Vercelli, n. 1884 - Monte Vodil, † 1915)
- Vittorio di León, militare romano (León, † 304)

## Missionari(1)
- Vittorio Faccin, missionario italiano (Villaverla, n. 1934 - Baraka, † 1964)

## Monaci cristiani(2)
- Vittorio Siri, monaco cristiano, storico e matematico italiano (Parma, n. 1608 - Parigi, † 1685)
- Vittorio d'Aquitania, monaco cristiano romano (Limoges)

## Multiplisti(1)
- Vittorio Colò, multiplista e allenatore di atletica leggera italiano (Riva del Garda, n. 1911 - Milano, † 2012)

## Musicisti(5)
- Vittorio Borghesi, musicista italiano (Colonnata di Mercato Saraceno, n. 1921 - Bologna, † 1982)
- Vittorio Buffoli, musicista e produttore discografico italiano (Chiari, n. 1924 - Chiari, † 2018)
- Vittorio Ghielmi, musicista e direttore d'orchestra italiano (Milano)
- Vittorio Giannini, musicista statunitense (Filadelfia, n. 1903 - New York, † 1966)
- Vittorio Montalti, musicista e compositore italiano (Roma, n. 1984)

## Naturalisti(1)
- Vittorio Emanuele Orlando, naturalista italiano (Palermo, n. 1928 - Terrasini, † 2014)

## Navigatori(1)
- Vittorio Malingri, navigatore, marinaio e progettista italiano (Milano, n. 1961)

## Neuroscienziati(1)
- Vittorio Gallese, neuroscienziato italiano (Parma, n. 1959)

## Nobili(14)
- Vittorio Amedeo d'Assia-Rotenburg, nobile (Rotenburg an der Fulda, n. 1779 - Zębowice, † 1834)
- Vittorio Amedeo Balbo Bertone di Sambuy, nobile, militare e diplomatico italiano (Torino, n. 1793 - Vienna, † 1846)
- Vittorio Pilo Boyl, nobile, militare e politico italiano (Sassari, n. 1778 - Cagliari, † 1834)
- Vittorio Filippo Ferrero-Fieschi, nobile, militare e diplomatico italiano (Madrid, n. 1713 - Barcellona, † 1777)
- Vittorio Amedeo Ferrero-Fieschi, nobile, militare e diplomatico italiano (Gaglianico, n. 1687 - Madrid, † 1743)
- Vittorio Amedeo Ghilini, nobile e politico italiano (Alessandria, n. 1714 - Alessandria, † 1766)
- Vittorio Emanuele Camillo IX Massimo, nobile italiano (Roma, n. 1803 - Roma, † 1873)
- Vittorio Emanuele di Savoia-Aosta, nobile e generale italiano (Torino, n. 1870 - Bruxelles, † 1946)
- Vittorio Emanuele di Savoia, nobile italiano (Napoli, n. 1937 - Ginevra, † 2024)
- Vittorio Francesco, marchese di Susa, nobile italiano (Torino, n. 1694 - † 1762)
- Vittorio Amedeo I di Savoia, nobile italiano (Torino, n. 1587 - Vercelli, † 1637)
- Laura Williamina Seymour, nobile britannica (n. 1832 - † 1912)
- Vittorio III di Ratibor, nobile, giurista e agricoltore tedesco (Rudy, n. 1879 - Abbazia di Corvey, † 1945)
- Vittorio Amedeo II di Savoia-Carignano, nobile italiano (Torino, n. 1743 - Torino, † 1780)

## Nuotatori(1)
- Vittorio Semorile, nuotatore e pallanuotista italiano

## Operai(1)
- Vittorio Mallozzi, operaio, antifascista e partigiano italiano (Anzio, n. 1909 - Roma, † 1944)

## Paleografi(1)
- Vittorio Lazzarini, paleografo italiano (Venezia, n. 1866 - Padova, † 1957)

## Paleontologi(1)
- Vittorio Vialli, paleontologo, geologo e geografo italiano (Cles, n. 1914 - Bologna, † 1983)

## Parolieri(1)
- Vittorio Annona, paroliere italiano (Napoli, n. 1927 - Napoli, † 1989)

## Partigiani(8)
- Vittorio Barbieri, partigiano italiano (Modena, n. 1915 - Compiobbi, † 1944)
- Vittorio Beltrami, partigiano e politico italiano (Omegna, n. 1926 - Miazzina, † 2012)
- Vittorio Blandino, partigiano italiano (Avigliana, n. 1924 - Villar Almese, † 2009)
- Vittorio Gasparini, partigiano italiano (Ambivere, n. 1913 - Milano, † 1944)
- Vittorio Geraci, partigiano e politico italiano (Cerda, n. 1918 - Cerda, † 2004)
- Vittorio Mario Giuliani, partigiano italiano (Cuneo, n. 1922 - Cuneo, † 1993)
- Vittorio Meoni, partigiano e politico italiano (Colle di Val d'Elsa, n. 1922 - Siena, † 2017)
- Vittorio Vargiu, partigiano italiano (Ulassai, n. 1919 - Castelnuovo di Val di Cecina, † 1944)

## Patrioti(1)
- Vittorio Longhena, patriota italiano (Malgesso, n. 1820 - † 1890)

## Piloti automobilistici(2)
- Vittorio Belmondo, pilota automobilistico italiano (Torino, n. 1912 - Torino, † 1962)
- Vittorio Ghirelli, pilota automobilistico italiano (Fasano, n. 1994)

## Piloti motociclistici(2)
- Vittorio Brambilla, pilota motociclistico e pilota automobilistico italiano (Monza, n. 1937 - Lesmo, † 2001)
- Vittorio Iannuzzo, pilota motociclistico italiano (Avellino, n. 1982)

## Pistard(1)
- Vittorio Valesi, ex pistard italiano (Milano, n. 1932)

## Pittori(30)
- Vittorio Avanzi, pittore italiano (Verona, n. 1850 - Campofontana, † 1913)
- Vittorio Avondo, pittore e archeologo italiano (Torino, n. 1836 - Torino, † 1910)
- Vittorio Maria Bigari, pittore italiano (Bologna, n. 1692 - Bologna, † 1776)
- Vittorio Bolaffio, pittore italiano (Gorizia, n. 1883 - Trieste, † 1931)
- Vittorio Botticini, pittore italiano (Brescia, n. 1909 - Brescia, † 1978)
- Vittorio Emanuele Bressanin, pittore e scultore italiano (Musile di Piave, n. 1860 - Venezia, † 1941)
- Vittorio Brevi, pittore italiano (Pontoglio, n. 1927 - Milano, † 2003)
- Vittorio Cadel, pittore, poeta e scrittore italiano (Fanna, n. 1884 - Salonicco, † 1917)
- Vittorio Cavalleri, pittore italiano (Torino, n. 1860 - Gerbido, † 1938)
- Vittorio Amedeo Cignaroli, pittore italiano (Torino, n. 1730 - Torino, † 1800)
- Vittorio Cocever, pittore e ceramista italiano (Capodistria, n. 1902 - Padova, † 1971)
- Vittorio Matteo Corcos, pittore italiano (Livorno, n. 1859 - Firenze, † 1933)
- Vittorio Corona, pittore italiano (Palermo, n. 1901 - Roma, † 1966)
- Vittorio Dimastrogiovanni, pittore e scultore italiano (Leverano, n. 1936 - Lecce, † 2020)
- Vittorio Felisati, pittore italiano (Mestre, n. 1912 - Venezia, † 2004)
- Vittorio Emanuele Giunti, pittore e ceramista italiano (Siena, n. 1894 - † 1964)
- Vittorio Granchi, pittore e restauratore italiano (Firenze, n. 1908 - Firenze, † 1992)
- Vittorio Grassi, pittore e decoratore italiano (Roma, n. 1878 - Roma, † 1958)
- Vittorio Guaccimanni, pittore e incisore italiano (Ravenna, n. 1859 - Ravenna, † 1938)
- Vittorio Gussoni, pittore italiano (Milano, n. 1893 - Sanremo, † 1968)
- Vittorio Mascalchi, pittore italiano (Bologna, n. 1935 - Forlì, † 2010)
- Vittorio Meoni, pittore, politico e giornalista italiano (Colle di Val d'Elsa, n. 1859 - † 1937)
- Vittorio Miele, pittore italiano (Cassino, n. 1926 - Cassino, † 1999)
- Vittorio Piscopo, pittore e scenografo italiano (Acerra, n. 1913 - Napoli, † 2004)
- Vittorio Amedeo Rapous, pittore italiano (n. 1729 - Torino, † 1800)
- Vittorio Reggianini, pittore italiano († 1939)
- Vittorio Rota, pittore e scenografo italiano (Pomponesco, n. 1864 - Milano, † 1931)
- Vittorio Ruglioni, pittore italiano (Pratovecchio, n. 1936 - Venezia, † 2003)
- Vittorio Schiavon, pittore italiano (Fiume, n. 1861 - Amsterdam, † 1918)
- Vittorio Schweiger, pittore italiano (Trieste, n. 1910 - Vittorio Veneto, † 2005)

## Poeti(10)
- Vittorio Betteloni, poeta italiano (Verona, n. 1840 - Castelrotto di San Pietro in Cariano, † 1910)
- Vittorio Emanuele Bravetta, poeta, scrittore e giornalista italiano (Livorno, n. 1889 - Roma, † 1965)
- Vittorio Butera, poeta italiano (Conflenti, n. 1877 - Catanzaro, † 1955)
- Vittorio Amedeo Cigna-Santi, poeta e librettista italiano (Torino, n. 1728 - Torino, † 1799)
- Vittorio Clemente, poeta italiano (Bugnara, n. 1895 - Roma, † 1975)
- Vittorio Mayer Pasquale, poeta e partigiano italiano (Appiano sulla Strada del Vino, n. 1927 - Bolognano d'Arco, † 2005)
- Vittorio Pagano, poeta e scrittore italiano (Lecce, n. 1919 - Lecce, † 1979)
- Vittorio Salmini, poeta e drammaturgo italiano (Venezia, n. 1832 - Venezia, † 1881)
- Vittorio Sereni, poeta, scrittore e traduttore italiano (Luino, n. 1913 - Milano, † 1983)
- Vittorio Vettori, poeta, scrittore e critico letterario italiano (Strada in Casentino, n. 1920 - Firenze, † 2004)

## Politologi(2)
- Vittorio Beonio Brocchieri, politologo, giornalista e scrittore italiano (Lodi, n. 1902 - Milano, † 1979)
- Vittorio Emanuele Parsi, politologo italiano (Torino, n. 1961)

## Poliziotti(3)
- Vittorio Battaglini, carabiniere italiano (Casola in Lunigiana, n. 1935 - Genova, † 1979)
- Vittorio Marandola, carabiniere italiano (Cervaro, n. 1922 - Fiesole, † 1944)
- Vittorio Tassi, carabiniere e partigiano italiano (Radicofani, n. 1903 - Radicofani, † 1944)

## Presbiteri(1)
- Vittorio Pastori, presbitero e missionario italiano (Varese, n. 1926 - Ponte dell'Olio, † 1994)

## Principi(9)
- Vittorio Amedeo di Anhalt-Bernburg, principe tedesco (Harzgerode, n. 1634 - Bernburg, † 1718)
- Vittorio di Hohenlohe-Langenburg, principe tedesco (Langenburg, n. 1833 - Londra, † 1891)
- Vittorio II di Ratibor, principe tedesco (Schloss Rauden, n. 1847 - Abbazia di Corvey, † 1923)
- Vittorio I di Ratibor, principe tedesco (Langenburg, n. 1818 - Schloss Rauden, † 1893)
- Vittorio Federico di Anhalt-Bernburg, principe tedesco (Bernburg, n. 1700 - Bernburg, † 1765)
- Vittorio I di Anhalt-Bernburg-Schaumburg-Hoym, principe tedesco (Castello di Schaumburg, n. 1693 - Castello di Schaumburg, † 1772)
- Vittorio II di Anhalt-Bernburg-Schaumburg-Hoym, principe tedesco (Balduinstein, n. 1767 - Balduinstein, † 1812)
- Vittorio Amedeo di Savoia, principe italiano (Torino, n. 1699 - Torino, † 1715)
- Vittorio Amedeo I di Savoia-Carignano, principe italiano (Torino, n. 1690 - Parigi, † 1741)

## Produttori televisivi(1)
- Vittorio Salvetti, produttore televisivo, conduttore televisivo e autore televisivo italiano (Cremona, n. 1937 - Padova, † 1998)

## Progettisti(1)
- Vittorio Jano, progettista italiano (San Giorgio Canavese, n. 1891 - Torino, † 1965)

## Psicologi(3)
- Vittorio Benussi, psicologo italiano (Trieste, n. 1878 - Padova, † 1927)
- Vittorio Girotto, psicologo e neuroscienziato italiano (Annone Veneto, n. 1957 - Trieste, † 2016)
- Vittorio Guidano, psicologo e psichiatra italiano (Roma, n. 1944 - Buenos Aires, † 1999)

## Pugili(2)
- Vittorio Jahyn Parrinello, pugile italiano (Alife, n. 1983)
- Vittorio Tamagnini, pugile italiano (Civitavecchia, n. 1910 - Civitavecchia, † 1981)

## Rapper(1)
- Cranio Randagio, rapper italiano (Milano, n. 1994 - Roma, † 2016)

## Registi(12)
- Vittorio Brignole, regista italiano
- Vittorio Calcina, regista e fotografo italiano (Torino, n. 1847 - Milano, † 1916)
- Vittorio Cottafavi, regista e sceneggiatore italiano (Modena, n. 1914 - Anzio, † 1998)
- Vittorio De Seta, regista e sceneggiatore italiano (Palermo, n. 1923 - Sellia Marina, † 2011)
- Vittorio De Sisti, regista italiano (Derna, n. 1940 - Roma, † 2006)
- Vittorio Melloni, regista italiano (Bologna, n. 1939 - Rocca Priora, † 1992)
- Vittorio Moroni, regista e sceneggiatore italiano (Sondrio, n. 1971)
- Vittorio Rambaldi, regista, sceneggiatore e scrittore italiano (Roma)
- Vittorio Rifranti, regista italiano (Milano, n. 1966)
- Vittorio Sala, regista e sceneggiatore italiano (Palermo, n. 1918 - Roma, † 1996)
- Vittorio Salerno, regista, sceneggiatore e produttore cinematografico italiano (Milano, n. 1937 - Morlupo, † 2016)
- Vittorio Sindoni, regista e sceneggiatore italiano (Capo d'Orlando, n. 1939)

## Religiosi(1)
- Vittorio Baroni, religioso italiano (Vecchiano, n. 1911 - Siena, † 1990)

## Rugbisti a 15(3)
- Vittorio Ambron, rugbista a 15 italiano (Benevento, n. 1940 - Roma, † 2023)
- Vittorio Borsetto, rugbista a 15 italiano (Villadose, n. 1920)
- Vittorio Munari, ex rugbista a 15, allenatore di rugby a 15 e dirigente sportivo italiano (Bassano del Grappa, n. 1951)

## Saggisti(1)
- Vittorio Lingiardi, saggista, psichiatra e psicoanalista italiano (Milano, n. 1960)

## Scacchisti(1)
- Vittorio Torre, scacchista italiano (Torino - Torino, † 1921)

## Sceneggiatori(1)
- Vittorio Bonicelli, sceneggiatore e critico cinematografico italiano (San Valentino in Abruzzo Citeriore, n. 1919 - Roma, † 1994)

## Schermidori(2)
- Vittorio Lucarelli, schermidore italiano (Roma, n. 1928 - Tivoli, † 2008)
- Vittorio Stagni, schermidore italiano (Bologna, n. 1916 - Bologna, † 1987)

## Sciatori alpini(1)
- Vittorio Chierroni, sciatore alpino italiano (Cutigliano, n. 1917 - Abetone, † 1986)

## Scrittori(20)
- Vittorio Angius, scrittore, storico e politico italiano (Cagliari, n. 1797 - Torino, † 1862)
- Vittorio Baccelli, scrittore italiano (Lucca, n. 1941 - Lucca, † 2011)
- Vittorio Barzoni, scrittore, giornalista e politologo italiano (Lonato, n. 1767 - Lonato, † 1843)
- Vittorio Bersezio, scrittore e giornalista italiano (Peveragno, n. 1828 - Torino, † 1900)
- Vittorio Bongiorno, scrittore italiano (Palermo, n. 1973)
- Vittorio Catani, scrittore italiano (Lecce, n. 1940 - Bari, † 2020)
- Vittorio Cuttin, scrittore e giornalista italiano (Trieste, n. 1870 - Trieste, † 1924)
- Vittorio De Luca, scrittore, saggista e autore televisivo italiano (Giulianova, n. 1934)
- Vittorio Giacopini, scrittore, disegnatore e conduttore radiofonico italiano (Roma, n. 1961)
- Vittorio Gottardi, scrittore e politico italiano (Treviso, n. 1860 - Treviso, † 1939)
- Vittorio Imbriani, scrittore italiano (Napoli, n. 1840 - Napoli, † 1886)
- Vittorio Locchi, scrittore e militare italiano (Figline Valdarno, n. 1889 - Capo Matapan, † 1917)
- Vittorio Lugli, scrittore, giornalista e critico letterario italiano (Novi di Modena, n. 1885 - Rapallo, † 1968)
- Vittorio Malpassuti, scrittore, poeta e giornalista italiano (Carbonara Scrivia, n. 1899 - Roma, † 1944)
- Vittorio Metz, scrittore, umorista e sceneggiatore italiano (Roma, n. 1904 - Roma, † 1984)
- Vittorio Orsenigo, scrittore e regista italiano (Milano, n. 1926 - Milano, † 2025)
- Vittorio Pica, scrittore e critico d'arte italiano (Napoli, n. 1862 - Milano, † 1930)
- Vittorio Russo, scrittore italiano (Castel Volturno, n. 1939)
- Vittorio Schiraldi, scrittore, regista e giornalista italiano (Bergamo, n. 1938)
- Vittorio Sermonti, scrittore, traduttore e regista televisivo italiano (Roma, n. 1929 - Roma, † 2016)

## Scrittori di fantascienza(1)
- Vittorio Curtoni, scrittore di fantascienza e traduttore italiano (San Pietro in Cerro, n. 1949 - Piacenza, † 2011)

## Scultori(5)
- Victor Brecheret, scultore italiano (Farnese, n. 1894 - San Paolo, † 1955)
- Vittorio Celotti, scultore italiano (San Fior di Sotto, n. 1866 - Conegliano, † 1942)
- Vittorio Lavezzari, scultore italiano (Genova, n. 1864 - Genova, † 1938)
- Vittorio Morelli, scultore italiano (Ancona, n. 1886 - Ancona, † 1968)
- Vittorio Tavernari, scultore e pittore italiano (Milano, n. 1919 - Varese, † 1987)

## Sindacalisti(2)
- Vittorio Chenal, sindacalista italiano (Murisengo, n. 1863 - Torino, † 1933)
- Vittorio Picelli, sindacalista italiano (Parma, n. 1893 - Roma, † 1979)

## Sociologi(3)
- Vittorio Capecchi, sociologo italiano (Pistoia, n. 1938 - Bologna, † 2023)
- Vittorio Cotesta, sociologo italiano (Roccagorga, n. 1944)
- Vittorio Rieser, sociologo e sindacalista italiano (Torino, n. 1939 - Torino, † 2014)

## Sovrani(4)
- Vittorio Amedeo II di Savoia, re (Torino, n. 1666 - Moncalieri, † 1732)
- Vittorio Amedeo III di Savoia, re (Torino, n. 1726 - Moncalieri, † 1796)
- Vittorio Emanuele II di Savoia, sovrano italiano (Torino, n. 1820 - Roma, † 1878)
- Vittorio Emanuele III di Savoia, re italiano (Napoli, n. 1869 - Alessandria d'Egitto, † 1947)

## Stilisti(2)
- Wicky Hassan, stilista e imprenditore libico (Tripoli, n. 1955 - Roma, † 2011)
- Vittorio Missoni, stilista e dirigente d'azienda italiano (Milano, n. 1954 - Los Roques, † 2013)

## Storici(10)
- Vittorio Cappelli, storico e scrittore italiano (Castrovillari, n. 1947)
- Vittorio Fainelli, storico e bibliotecario italiano (Pescantina, n. 1888 - Verona, † 1968)
- Vittorio Fiorini, storico italiano (Piacenza, n. 1860 - Bologna, † 1925)
- Vittorio Frajese, storico italiano (Roma, n. 1957)
- Vittorio Emanuele Giuntella, storico e militare italiano (Soriano nel Cimino, n. 1913 - Roma, † 1996)
- Vittorio Gleijeses, storico e paroliere italiano (Napoli, n. 1913 - Napoli, † 2001)
- Vittorio Parmentola, storico italiano (Oulx, n. 1903 - Torino, † 1985)
- Vittorio Savorini, storico italiano (Bagnacavallo, n. 1851 - Teramo, † 1925)
- Vittorio Vidotto, storico italiano (Milano, n. 1941 - Roma, † 2024)
- Vittorio De Caprariis, storico e giornalista italiano (Napoli, n. 1924 - Roma, † 1964)

## Storici dell'arte(2)
- Vittorio Casale, storico dell'arte e critico d'arte italiano (Castelvecchio Subequo, n. 1938 - Roma, † 2025)
- Vittorio Viale, storico dell'arte italiano (Trino, n. 1891 - Torino, † 1977)

## Tastieristi(1)
- Vittorio Cosma, tastierista, compositore e produttore discografico italiano (Varese, n. 1965)

## Tennisti(1)
- Vittorio Crotta, ex tennista e giornalista italiano (Ivrea, n. 1946)

## Tenori(1)
- Vittorio Grigolo, tenore italiano (Arezzo, n. 1977)

## Teologi(1)
- Vittorio Subilia, teologo italiano (Torino, n. 1911 - Roma, † 1988)

## Tipografi(1)
- Vittorio Baldini, tipografo italiano (Ferrara, † 1618)

## Truccatori(1)
- Vittorio Sodano, truccatore italiano (Napoli, n. 1974)

## Velisti(1)
- Vittorio Bissaro, velista italiano (Verona, n. 1987)

## Velocisti(1)
- Vittorio Zucca, velocista e calciatore italiano (Pola, n. 1895 - † 1943)

## Vescovi cattolici(10)
- Vittorio Bernardetto, vescovo cattolico italiano (Castellamonte, n. 1925 - Susa, † 2001)
- Vittorio Maria Costantini, vescovo cattolico italiano (Gubbio, n. 1906 - Sessa Aurunca, † 2003)
- Vittorio D'Alessi, vescovo cattolico italiano (Paese, n. 1884 - Portogruaro, † 1949)
- Vittorio De Zanche, vescovo cattolico italiano (Caselle, n. 1888 - Portogruaro, † 1977)
- Vittorio Fusco, vescovo cattolico e biblista italiano (Campobasso, n. 1939 - Nardò, † 1999)
- Vittorio Lupi, vescovo cattolico italiano (Ceriana, n. 1941)
- Vittorio Moietta, vescovo cattolico italiano (Brusasco, n. 1913 - Nicastro, † 1963)
- Vittorio Ottaviani, vescovo cattolico italiano (Rocca di Cambio, n. 1915 - L'Aquila, † 1998)
- Vittorio Piola, vescovo cattolico italiano (Invorio, n. 1921 - Biella, † 1993)
- Vittorio Tomassetti, vescovo cattolico italiano (Staffolo, n. 1930 - Fano, † 2008)

## Virologi(1)
- Vittorio Colizzi, virologo italiano (Roma, n. 1949)

## Senza attività specificata(6)
- Vittorio Martinelli, storico del cinema e critico cinematografico italiano (Napoli, n. 1926 - Bologna, † 2008)
- Vittorio Podestà, paraciclista italiano (Lavagna, n. 1973)
- Vittorio Podrecca, italiano (Cividale del Friuli, n. 1883 - Ginevra, † 1959)
- Vittorio Strada, slavista e critico letterario italiano (Milano, n. 1929 - Venezia, † 2018)
- Vittorio Tonolli, limnologo italiano (n. 1913 - † 1967)
- Vittorio Vighi, vignettista, pittore e sceneggiatore italiano (Bologna, n. 1927 - Roma, † 2008)